# Monsieur (Anrede)
Monsieur [məˈsjø], abgekürzt M. (mit Punkt), ist eine französische Anredeform und bedeutet Herr. Der Plural lautet Messieurs, kurz MM. oder MM (mit bzw. ohne Punkt). Üblich ist auch der Titel Maître (Meister), Kurzform Me oder Me (jeweils ohne Punkt), für Künstler, Anwälte oder andere angesehene Persönlichkeiten. Beispiele: Maître d’hôtel, Maître de Cuisine, Maître fromager affineur, Maître de conférences.

## Formen im deutschen Sprachgebiet
Musje oder Mosje sind im 18. Jahrhundert verbreitete deutsche Kurzformen von Monsieur.
Die aus den Abenteuerromanen des deutschen Schriftstellers Karl May bekannte Anrede Mesch’schurs geht auf die französische Form Messieurs zurück. Deren englische Entlehnung messieurs und ihre Abkürzung Messrs. dienten als Ersatz für die fehlenden Pluralformen zu Mister und Mr. Englisch messieurs ist 1779 erstmals belegt, Messrs. 1793. Die Abkürzung wurde „mech-ourz“, „Meschurs“, „Messurs, Messyurs“ oder „méshers“ ausgesprochen. May verwendete die Anrede in der Form Mesch'schurs bereits in seinem frühen Roman Old Firehand (1875), erklärte später die Herleitung und gab 1896 als Aussprache „Meschĕrs“ an. In Mays Schreibweise tritt sie bei den Schriftstellern Franz Werfel und Carl Zuckmayer auf, bei Franz Josef Degenhardt in der Form Mesch’urs, bei Ernst Friedrich Löhndorff als Meschurs.

## Formen im französischen Sprachgebiet
Während des französischen Ancien Régime war Monsieur die alleinige Anrede für den (ggf. ältesten) Bruder des regierenden Königs.
(Siehe z. B. und v. a. der Herzog von Orléans, Bruder des „Sonnenkönigs“ Ludwig XIV.)